# Вілферд Маделунг
Вілферд Фердінанд Маделунг (нім. Wilferd Ferdinand Madelung; 26 грудня 1930, Штутгарт, Веймарська республіка — 9 травня 2023) — німецько-американський історик (сходознавець-арабіст і медієвіст), ісламознавець. Великий фахівець у галузі історії ісламу, особливо шиїзму й ісмаїлізму, а також раннього періоду ісламської історії. Стипендіат Ґуґґенгайма. Член Британської академії (1999).

## Біографія
Народився 26 грудня 1930 року у Штутгарті, Веймарська республіка, у сім'ї інженера аерокосмічної техніки Георга Маделунга. Початкову освіту здобув у гімназії Ебергарда Людвіга. Після закінчення Другої світової війни підлітком іммігрував із батьком до США, де останній міг продовжувати працювати за фахом. Навчався у Джорджтаунському університеті. У 1951 році поїхав продовжувати навчання у Єгипеті, вивчав ісламську історію й арабську літературу у Каїрському університеті у відомого фахівця з ісмаїлізму Мухаммада Каміла Хусейна, здобувши ступінь бакалавра мистецтв. Від свого вчителя Вілферд перейняв інтерес до ісмаїлізму, й у 1957 році під керівництвом Бертольда Шпулера у Гамбурзькому університеті захистив дисертацію на PhD, яка присвячена взаєминам карматської держави та Фатімідського халіфату. У 1958—1960 роках служив як аташе у посольстві Західної Німеччини у Багдаді, одночасно з цим опублікувавши дві об'ємні статті у журналі «Der Islam», які тоді стали одними з перших оригінальних праць, присвячених дослідженням, пов'язаним з ісмаїлізмом.
У 1963—1966 роках знову працював у Гамбурзькому університеті, де захистив дисертацію з ісламознавства. У 1963 році також працював запрошеним професором у Техаському університеті в Остіні. З 1964 до 1978 рік працював у Чиказькому університеті, послідовно обіймаючи посади ад'юнкт-професора, доцента та професора ісламської історії. У 1978 році перейшов на роботу в Оксфордський університет, де до 1998 рік обіймав посаду Лодського професора арабістики та дійсного члена Коледжу святого Івана. У 1998 році вийшов на пенсію із присвоєнням звання емериту та починаючи з наступного року є старшим науковим співробітником Інституту ісмаїлітознавства у Лондоні. Протягом своєї кар'єри Вілферд встиг попрацювати запрошеним професором в Університеті Торонто й Американському університеті у Бейруті. Більша частина його праць присвячена ранньому періоду історії ісламу, а також шиїзму та його течій, як-от ісмаїліти, зейдити та кармати. Крім цього, Вілферд є автором великої кількості наукових статей, присвячених ібадизму. Він продовжує роботу як старший науковий співробітник унікального Інституту ісмаїлітознавства (англ. Institute for Ismaili Studies) у Лондоні. У 2003 році став об'єктом фестшрифту.
Вілферд входить до редакторського комітету наукового журналу відкритого доступу «Journal of Arabic and Islamic Studies», є одним з редакторів енциклопедії «Ісламіка» та третього видання фундаментальної «Енциклопедії ісламу», а також одним з авторів її другого видання й енциклопедії «Іраніка».
Поряд із такими вченими як Ш. Штерн і В. Іванов Маделунг є одним з основоположників ісмаїлітознавства — гілки ісламознавства, що вивчає ісмаїлізм загалом і Фатімідський халіфат зокрема. Його ранніми напрацюваннями користувалися і користувалися багато сучасніших дослідників як-от Фархад Дафтарі, Гайнц Галм, Тьєррі Б'янкі, Яаков Лев і Майкл Бретт, які змогли вивести цю науку на зовсім новий рівень. Саме він є автором статей «Ісмаїлізм», «Карматизм» й «Імамат» для другого видання «Енциклопедії ісламу».
У 1999 році обраний дійсним членом секції Азії, Африки та Близького Сходу Британської академії.

## Праці

### Монографії
- Madelung Wilferd. Religious Trends in Early Islamic Iran. — Albany, N. Y. : Persian Heritage Foundation, State University of New York, 1988. — 128 p. — (Columbia lectures on Iranian studies, no. 4) — ISBN 08-870-6700-X.(англ.)
- Madelung Wilferd. The Succession to Muhammad : a study of the early Caliphate. — Cambr. : Cambridge University Press, 1997. — 413 p. — ISBN 0-521-56181-7.(англ.)
- Madelung Wilferd; Walker Paul E. An Ismaili Heresiography The 'Bāb al-Shayṭān' from Abū Tammāms' Kitāb al-shajara. — Leiden : E.J. Brill, 1998. — 286 p. — ISBN 978-90-04-45098-1.(англ.)
- Madelung Wilferd. Der Imam al-Qasim ibn Ibrahim und die Glaubenslehre der Zaiditen. — B. : Walter de Gruyter, 2002. — (Studien zur Geschichte und Kultur des islamischen Orients, bd. 1) — ISBN 978-3-110-82654-8. — DOI:10.1515/9783110826548.(нім.)
- Madelung Wilferd; Schmidtke Sabine. Cover Rational Theology in Interfaith Communication : Abu-I-Husayn al-Basri's Mu'tazili Theology among the Karaites in the Fatimid Age. — Leiden; Boston : Brill, 2006. — IX, 144 p. — (Jerusalem Studies in Religion and Culture, vol. 5) — ISBN 978-90-47-41864-1.(англ.)

### Збірки статей
- Religious schools and sects in medieval Islam. — L. : Variorum Reprints, 1985. — 362 p. — (Collected studies, CS213) — ISBN 08-607-8161-5.(англ.)
- Madelung Wilferd. Religious and Ethnic Movements in Medieval Islam. — L. : Variorum Reprints, 1992. — 360 p. — (Collected studies series) — ISBN 978-1-003-16224-7. — DOI:10.4324/9781003162247.(англ.)
- Studies in Medieval Shi'ism. — Farham : Ashgate Variorum, 2012. — 312 p. — (Collected studies series, CS1015) — ISBN 14-094-5011-2.(англ.)
- Studies in Medieval Muslim Thought and History. — Farham : Ashgate Variorum, 2013. — 306 p. — (Collected studies series, CS1041) — ISBN 14-094-5012-0.(англ.)

### Розділи
- Madelung Wilferd. The Minor Dynasties of Northern Iran // From the Arab Invasion to the Saljuqs :  [англ.] / ed. by Richard N. Fry. — Cambr. : Cambridge University Press, 1975. — P. 198–249. — 747 p. — (The Cambridge History of Iran). — ISBN 978-0-521-20093-6.(англ.)
- Madelung Wilferd. The Shiite and Khārijite Contribution to Pre-Ashʿarite Kalām // Islamic Philosophical Theology / ed. by Parviz Morewedge. — Albany, N. Y. : State University of New York Press, 1979. — P. 120—141. — (Stidies in islamic philosophi and science) — ISBN 08-739-5242-1.(англ.)
- Madelung Wilferd. Der Islam im Jemen // Jemen / Werner Daum (hrzg). — Innsbruck : Penguin Verlag, 1987. — ISBN 978-3-831-71654-8.(нім.)
- Madelung Wilferd. Abu L-Mu‘īn al-Nasafī and Ash‘arī Theology // Studies in Honour of Clifford Edmund Bosworth / ed. by Carole Hillenbrand. — Leiden : Brill, 2000. — Т. II: The Sultan's Turret: Studies in Persian and Turkish Culture. — P. 318—330. — ISBN 978-90-04-49199-1.(англ.)
- Madelung Wilferd. The Fatimids and the Qarmatīs of Bahrayn // Mediaeval Isma’ili History and Thought / ed. by Farhad Daftary, Institute of Ismaili Studies. — 2nd revised ed. — Cambr. : Cambridge University Press, 2001. — P. 21—73. — ISBN 978-0-521-00310-0.(англ.)

- Madelung Wilferd. Fatimiden und Bahrainqarmaten // Der Islam. — B. : Walter de Gruyter, 1959. — Bd. XXXIV, Nr. Jahresband (25 März). — S. 34—88. — ISSN 1613-0928. — DOI:10.1515/islm.1959.34.1.34.

- A Treatise on the Imamate of the Fatimid Caliph Al-Manṣūr Bi-Allāh // Texts, Documents and Artefacts : Islamic Studies in Honour of D.S. Richards / ed. by Chase F. Robinson. — Leiden : BRILL, 2003. — P. 69—77. — (Islamic History and Civilization, vol. 45) — ISBN 978-90-47-40179-7. — DOI:10.1163/9789047401797_007.
- Madelung Wilferd. Foreword // The Isma‘ilis : Their History and Doctrines. — L. : Cambridge University Press, . — ISBN 05-216-1636-0.
  - Маделунг Вилферд. Предисловие / перевод Лейлы Р. Дохыхудоевой под научной ред. О. Ф. Акимушкина // Исмаилиты : Их история и доктрины. — М. : Наталис, 2011. — 25 марта. — ISBN 58-062-0341-7.

### Переклади/редакція
- Aḫbār aʾima az-zaidīya : fī Ṭabaristān wa-Dailamān wa-Ǧīlān = Arabic Texts Concerning The History of The Zaydī Imāms of Tabaristān, Daylamān And Gīlān / ed. by W. Madelung. — Wiesbaden : Franz Steiner Verlag, 1987. — (Beiruter Texte und Studien ; vol. 28)(араб.)(англ.)
- The Advent of the Fatimids : A Contemporary Shi'I Witness / edited and translated by Wilferd Madelung and Paul E. Walker. — L. : I.B. Tauris, 2001. — 336 p. — (Ismaili Texts and Translations) — ISBN 18-606-4773-1.(англ.)
- Balāḏurī, Aḥmad Ibn-Yaḥyā al-. Ansāb al-ašrāf = أنساب الأشراف / W. Madelung. — Bairūt [u.a.] : Dār an-Našr al-Kitāb al-ʿArabī, 2001. — (Bibliotheca islamica ; 28e)(араб.)
- Abd Allah ibn Yazid al-Fazari. Early Ibādī Theology, Six kalām texts by ʿAbd Allāh b. Yazīd al-Fazārī / ed. by Abdulrahman al-Salimi, W. Madelung. — Leiden : Koninklijke Brill, 2014. — 248 p. — (Islamic History and Civilization, vol. 106) — ISBN 978-90-04-27025-1.(англ.)
- Ibāḍī Texts from the 2nd/8th Century / ed. by Abdulrahman al-Salimi, W. Madelung. — Leiden : Koninklijke Brill, 2018. — 392 p. — (Islamic History and Civilization, vol. 133) — ISBN 978-9-004-33065-8.(англ.)
- Affirming the Imamate : Early Fatimid Teachings in the Islamic West / ed. by Wilferd Madelung, Paul E. Walker. — Bilingual edition. — L. : I.B. Tauris, 2021. — 248 p. — ISBN 07-556-3732-1.(араб.)(англ.)

Corpus Alchemicum Arabicum
- Muhammad Ibn Umail. Book of the Explanation of the Symbols. Kitāb Ḥall ar-Rumūz / ed. by Theodor Abt, W. Madelung, Thomas Hofmeier, with Introduction by Theodor Abt. — Bilingual edition. — Einsiedeln : Daimon Verlag, 2007. — (Corpus Alchemicum Arabicum. Vol. I) — ISBN 3-9522608-1-9.(араб.)(англ.)
- Zosimos of Panopolis. The Book of Pictures Muṣḥaf aṣ-ṣuwar by Zosimos of Panopolis / ed. by W. Madelung with the introduction written by Theodor Abt. — Bilingual edition. — Einsiedeln : Daimon Verlag, 2012. — (Corpus Alchemicum Arabicum. Vol. II) — ISBN 3-9522608-7-8.(д.-гр.)(англ.)
- Maslama al-Qurṭubī. The Book of the Rank of the Sage. Rutbat al-Ḥakīm / Text edited with an English Introduction by W. Madelung. — Bilingual edition. — Einsiedeln : Daimon Verlag, 2017. — (Corpus Alchemicum Arabicum. Vol. IV) — ISBN 3-9523880-0-9.(араб.)(англ.)
- Muhammad Ibn Umail. The Pure Pearl and other texts by Muhammad Ibn Umail. Ad-Durra an-naqīya, As-Sīra an-naqīya, Al-Qașīda al-Mīmīya, Al-Mabāqil as-sab'a / Arabic Edition by Wilferd Madelung with an Introduction by Theodor Abt. Translation by Salwa Fuad and Theodor Abt. — Bilingual edition. — Einsiedeln : Daimon Verlag, 2020. — (Corpus Alchemicum Arabicum. Vol. V) — ISBN 3-9524468-3-1.(араб.)(англ.)